# Präsidentschaftswahl in Rumänien 2014
Die Präsidentschaftswahl in Rumänien 2014 fand am 2. und 16. November statt. Da keiner der Kandidaten im ersten Wahlgang die absolute Mehrheit der abgegebenen Stimmen erhielt, fand 14 Tage später am 16. November eine Stichwahl zwischen den beiden Kandidaten mit den meisten Stimmen, dem amtierenden Premierminister Victor Ponta und dem ehemaligen Bürgermeister von Hermannstadt (Sibiu) Klaus Johannis statt. Der bisherige Präsident Traian Băsescu durfte nach zwei Amtszeiten nicht erneut antreten.
Am Wahlabend des 16. November 2014 gegen 21:30 Uhr gestand Victor Ponta seine Wahlniederlage ein und gratulierte dem Wahlgewinner Klaus Johannis.
Die Wahlkommission gab am Tag nach der Wahl nach Auszählung von 99 % der Stimmen bekannt, dass 54,5 Prozent auf Johannis entfielen und 45,5 Prozent auf Ponta. Johannis erhielt 6,2 Millionen Stimmen, eine Million mehr als Ponta.

## Wahlkampf und Kandidaten

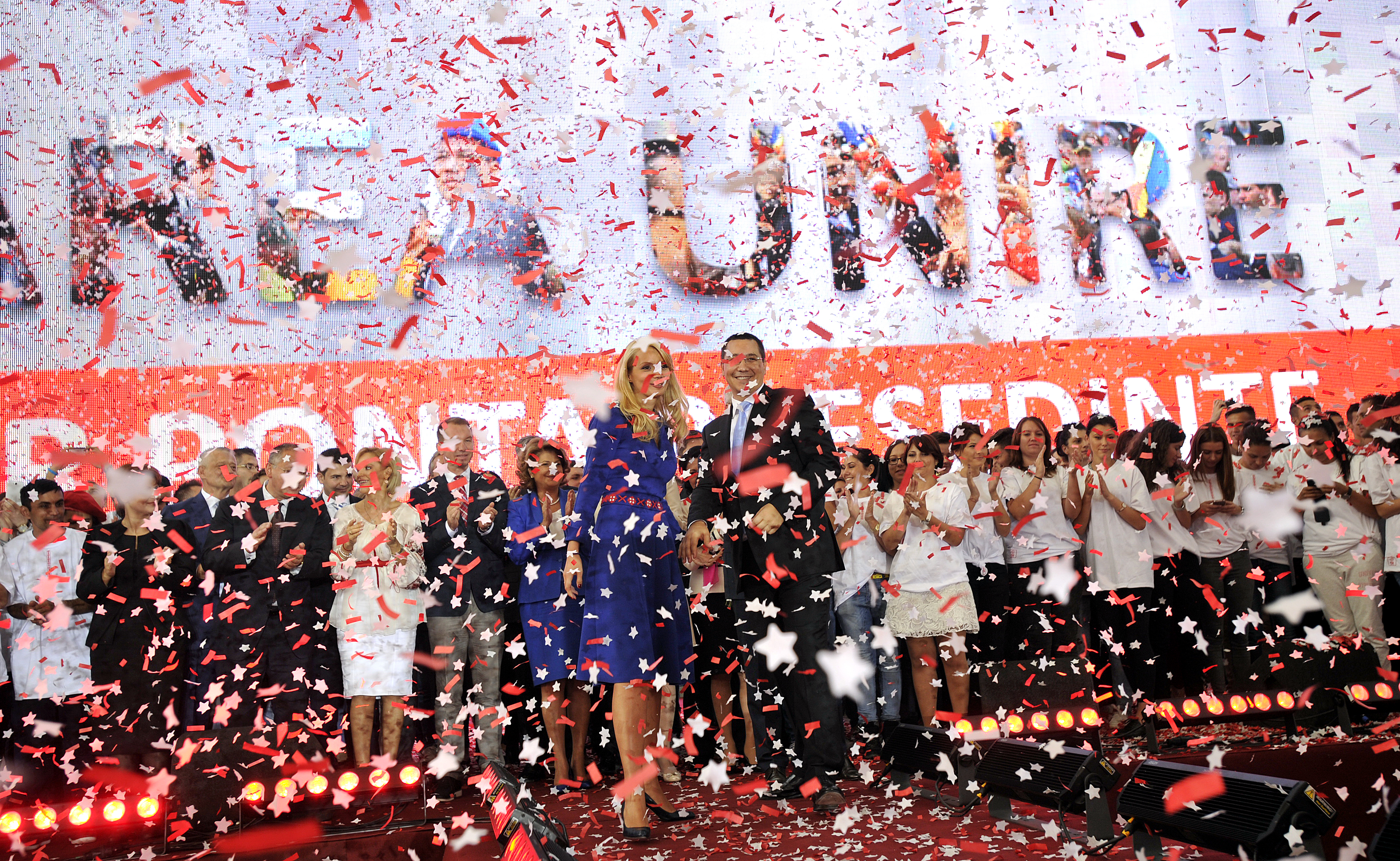
Victor Ponta am Beginn seiner Wahlkampfkampagne

Die letzte Präsidentschaftswahl in Rumänien fand im Jahr 2009 statt und wurde damals von Traian Băsescu, dem Kandidaten der bürgerlich orientierten PD-L, knapp gewonnen. Die fünfjährige Amtszeit des Präsidenten ging am 22. November 2014 zu Ende, weswegen jetzt planmäßig Neuwahlen erfolgten. Die Verfassung verlangt die absolute Mehrheit, damit ein Kandidat als gewählt gelten kann.  Wird diese nicht erreicht, findet ein zweiter Wahlgang (Stichwahl) zwischen den beiden bestplatzierten Kandidaten statt. Im Vorfeld der Wahl qualifizierten sich insgesamt 14 Kandidaten, die jeweils mindestens 200.000 Unterschriften von Unterstützern aufweisen konnten. Diese 14 Kandidaten waren: Victor Ponta, Klaus Johannis, Monica Macovei, Călin Popescu-Tăriceanu, Teodor Meleșcanu, Elena Udrea, Dan Diaconescu, Hunor Kelemen, Zsolt Szilágyi, Corneliu Vadim Tudor, Constantin Rotaru, William Brînză, Mirel Mircea Amariței und Gheorghe Funar.
Als die aussichtsreichsten Kandidaten galten der Bürgermeister von Hermannstadt Klaus Johannis und der amtierende Ministerpräsident Victor Ponta.  In Umfragen lag Ponta bei der Präsidentschaftswahl am 2. November 2014 mit etwa 40 Prozent rund zehn Prozentpunkte vor dem stärksten Konkurrenten Johannis.
Nach Ansicht einiger westlicher Wahlbeobachter und offensichtlich auch vieler Auslandsrumänen gilt der bisherige Ministerpräsident Ponta als Repräsentant eines ganzen postkommunistischen Netzwerkes von Politikern, das auch große Teile der rumänischen Medienlandschaft kontrolliert. Die graue Eminenz dieses Netzwerkes sei immer noch Ion Iliescu (1930–2025), der 1989 den kommunistischen Diktator Nicolae Ceaușescu stürzte. Traditionell ist Rumänien, ähnlich wie auch die Ukraine und Polen, hinsichtlich der politischen Ausrichtung in einen prowestlichen Landesteil, der sich eher an mittel- und westeuropäischen Verhältnissen orientiert, und einen eher traditionell-osteuropäischen Teil gespalten. Zum ersteren gehören die Landesteile, die bis 1918 zur österreich-ungarischen Monarchie gehörten (also Siebenbürgen, die Maramuresch, die Bukowina und das Banat) und zum letzteren die altrumänischen Gebiete Moldau, Walachei und Dobrudscha. In den letzteren Landesteilen haben alte Netzwerke und autoritäre Strukturen aus der kommunistischen Zeit immer noch eine Bedeutung. Im Wahlkampf wurden von Ponta zum Teil unterschwellig auch nationalistisch-rumänische Töne gegen seinen Kontrahenten Johannis angeschlagen, und Teile der offiziellen rumänischen orthodoxen Kirche riefen dazu auf, einen „guten orthodoxen Rumänen“ und damit nicht den Protestanten (und vermeintlich „deutschen“) Johannis zu wählen. Seine politischen Gegner kritisierten unter anderem Johannis’ Kinderlosigkeit oder zeichneten ihn als nicht-rumänischen Provinzpolitiker. Letzteres wurde ihm von anderer Seite aber auch zugutegehalten, gelten die Deutschstämmigen in Rumänien doch als „effektive Verwalter“. Weiter wurde ihm vorgeworfen, Kinder an Organhändler verkauft zu haben, auf betrügerische Weise Immobilien erworben und öffentliche Gelder veruntreut zu haben, sowie „ein ausländischer Agent und Separatist“ zu sein, der „das Land zerreißen“ wolle.
Johannis positionierte sich dagegen als „Saubermann“, der Korruption und Vetternwirtschaft beseitigen und die Wirtschaft ankurbeln möchte. Er versprach, die Unabhängigkeit der Justiz zu verbessern und damit die Rechtsstaatlichkeit in Rumänien zu stärken sowie für eine Stabilisierung der Sicherheitslage zu sorgen. Des Weiteren warb er mit Reformen in den Bereichen Gesundheit und Bildung. Ihm kam zugute, dass er als Quereinsteiger in die Politik gesehen wurde, der nicht der klassischen Politikerkaste angehört. Anfänglich wurden ihm kaum Chancen prognostiziert.

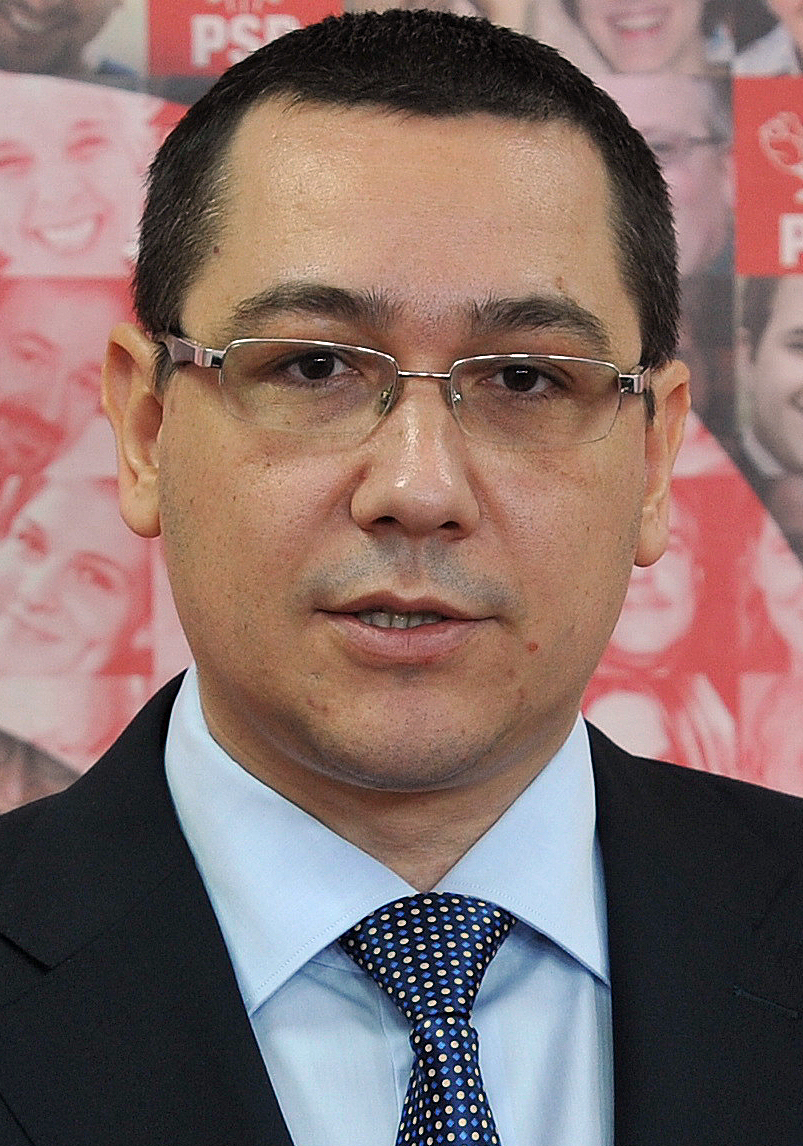
Victor Ponta Partidul Social Democrat (PSD) unterstützt von der PADR
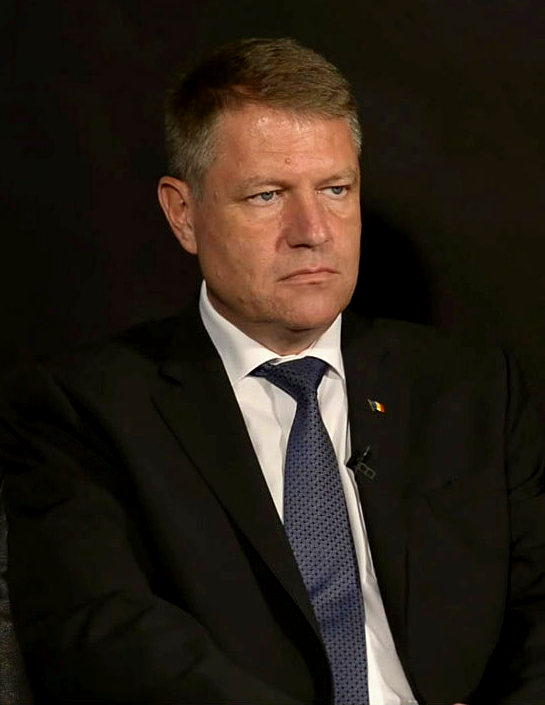
Klaus Johannis Partidul Național Liberal (ACL) unterstützt vom DFDR
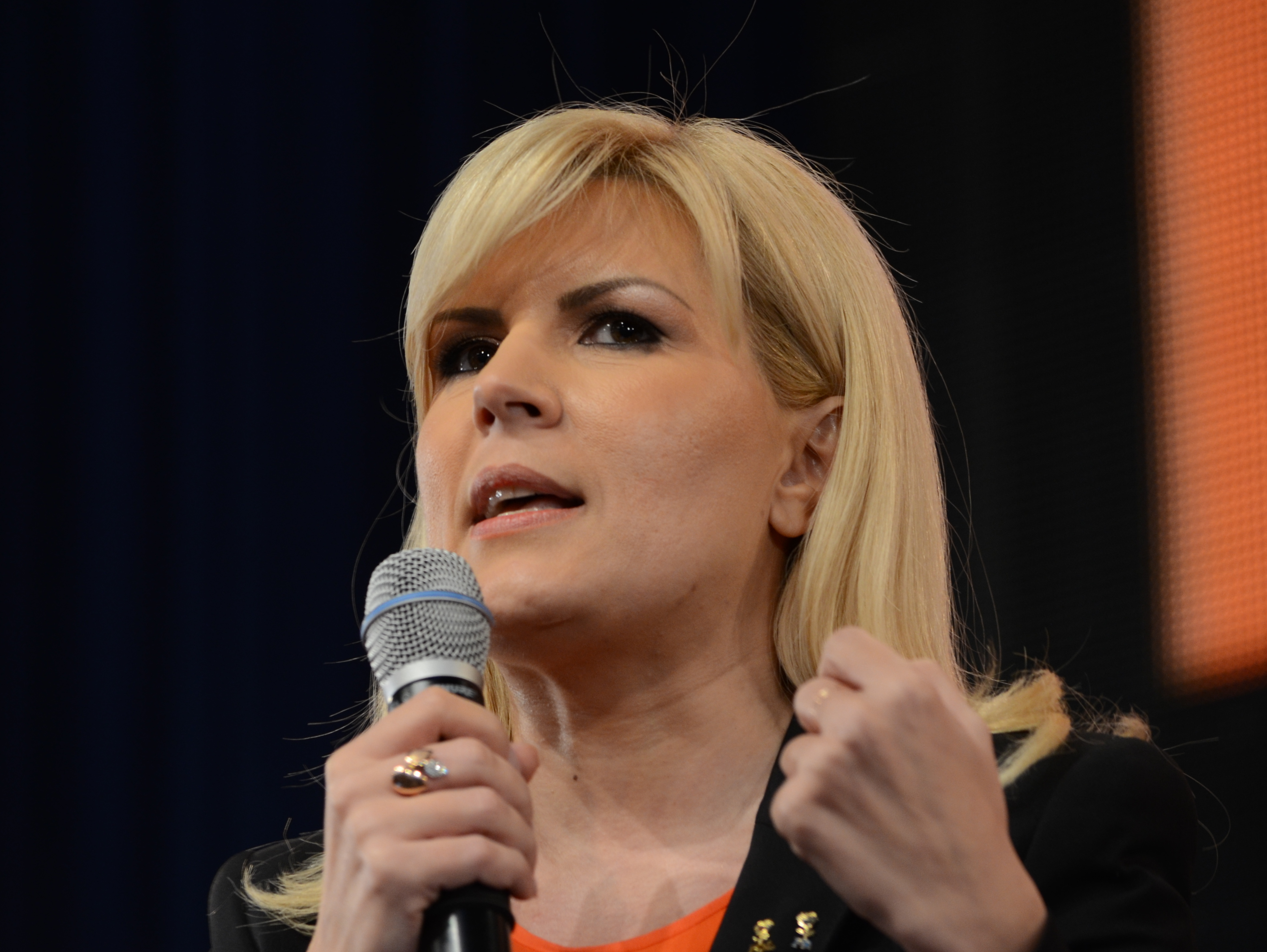
Elena Udrea Partidul Mișcarea Populară (PMP) unterstützt von der PNȚCD
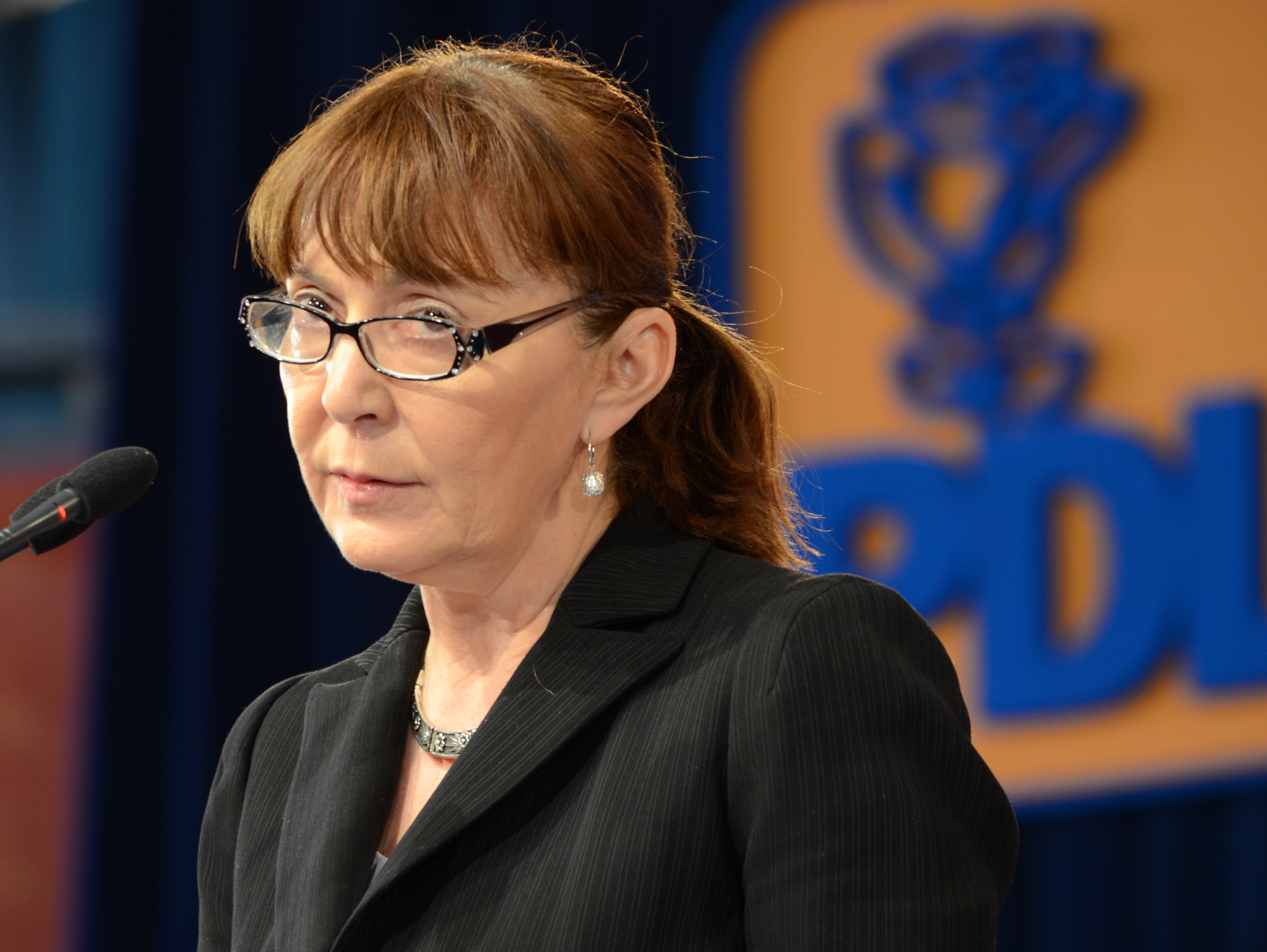
Monica Macovei Unabhängige Kandidatin
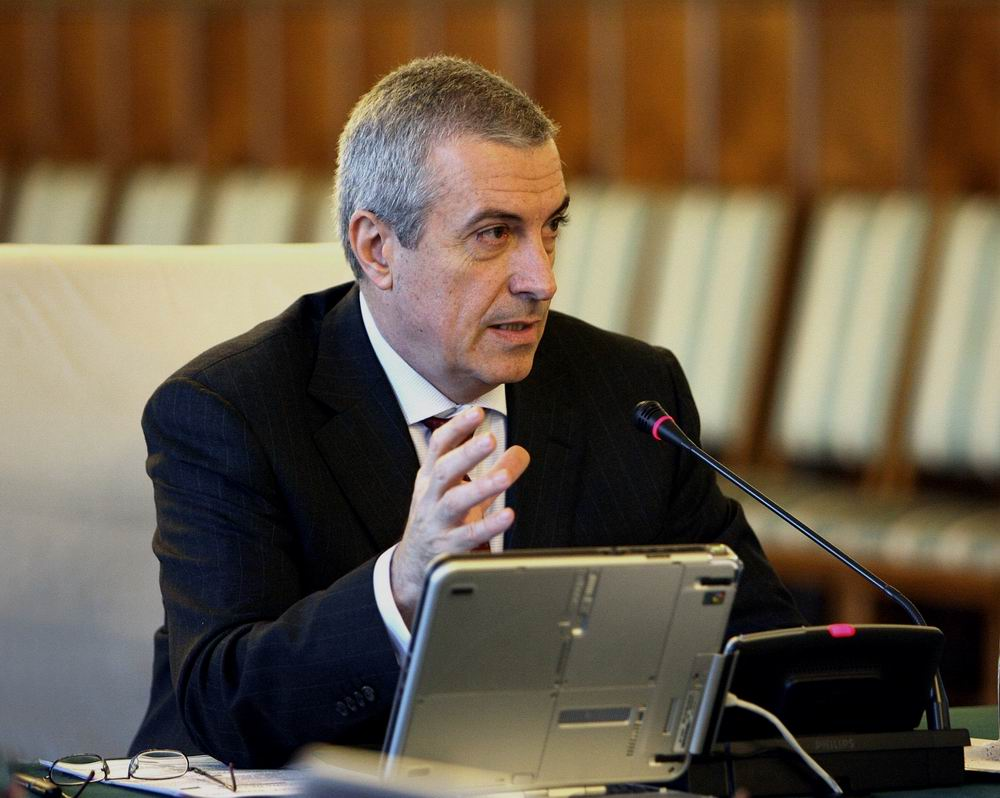
Călin Popescu-Tăriceanu Unabhängiger Kandidat unterstützt von der PLR
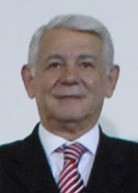
Teodor Meleșcanu Unabhängiger Kandidat
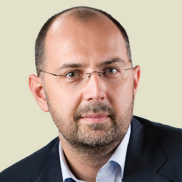
Hunor Kelemen UDMR
Dan Diaconescu PP-DD
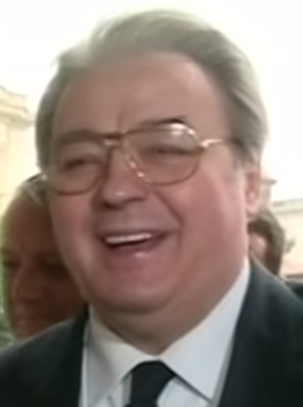
Corneliu Vadim Tudor Partidul România Mare
Gheorghe Funar Unabhängiger Kandidat
William Brânză Partidul Ecologist Român
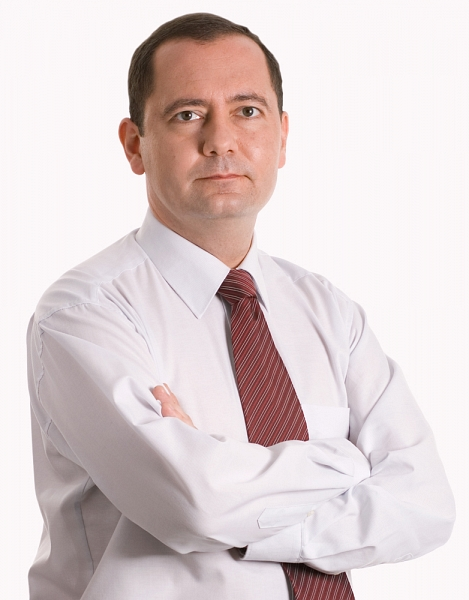
Zsolt Szilágyi PPMT
Constantin Rotaru Partidul Alternativa Socialistă
Mirel Mircea Amariței Prodemo

## Auslandsrumänen

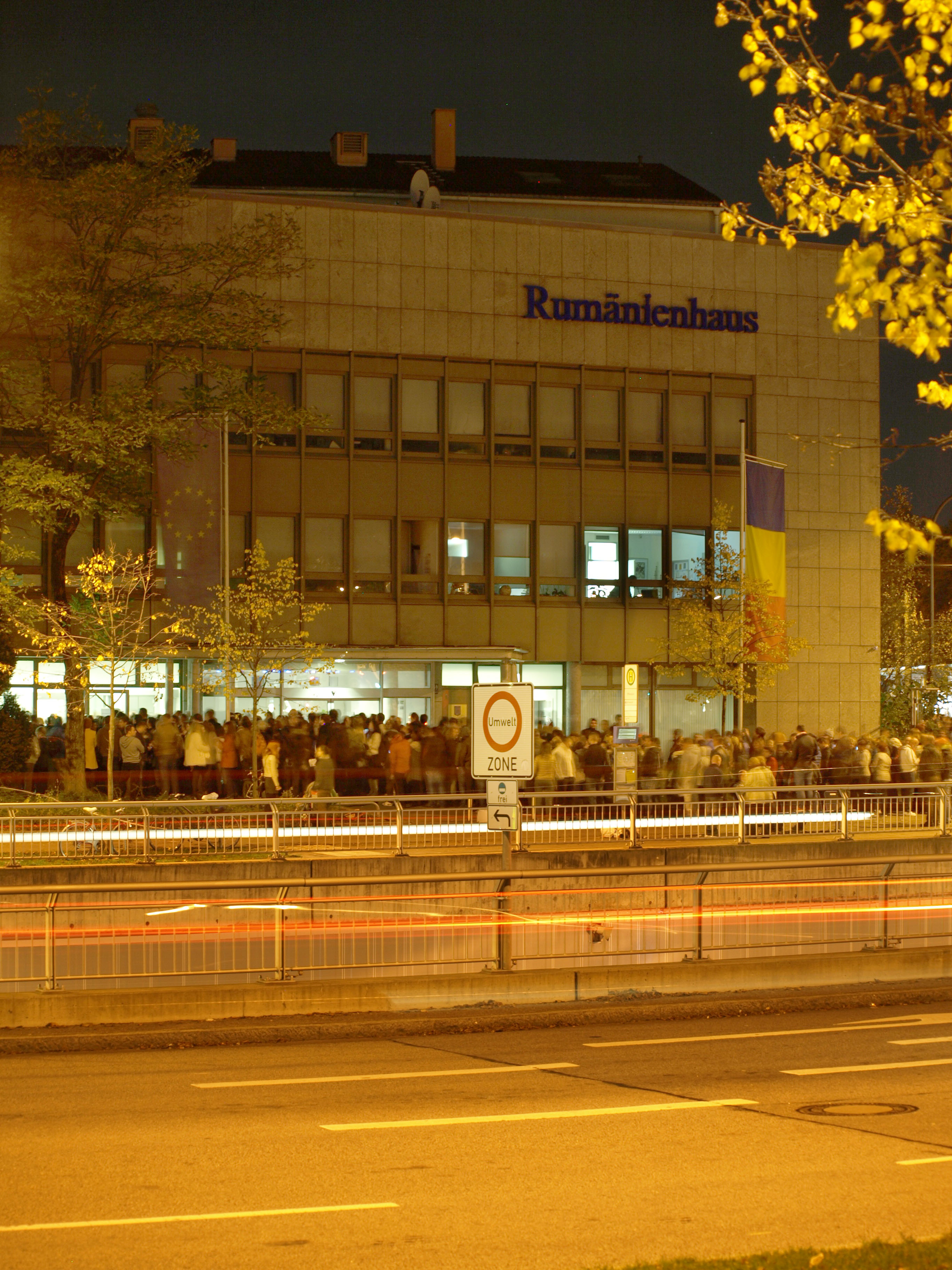
Wählerschlangen vor dem rumänischen Generalkonsulat in München (2. November)

Wahlberechtigt waren auch die etwa 4 Millionen im Ausland lebenden Rumänen. Vor den rumänischen Vertretungsbehörden in zahlreichen europäischen Städten protestierten Tausende Wahlberechtigte, die vergeblich versucht hatten, ihre Stimme abzugeben. In München betrug die Wartezeit am Nachmittag des 2. November mehr als fünf Stunden. In Turin stand für 70.000 Wahlberechtigten ein einziges Wahllokal zur Verfügung. In London und in Paris verwandelten sich die Warteschlangen in Kundgebungen gegen die rumänische Regierung und den sozialdemokratischen Präsidentschaftskandidaten Victor Ponta. Hunderte Rumänen riefen „Nieder mit Ponta! Nieder mit dem Kommunismus“. Aus vielen anderen Städten wurden ähnlich chaotische Verhältnisse gemeldet.
Bei der Stichwahl am 16. November 2014 wiederholten sich diese Vorkommnisse. Die zuständigen rumänischen Auslandsvertretungen und Konsulate zeigten sich vom Ansturm der Wähler insgesamt hoffnungslos überfordert. Vor vielen der etwa 300 ausländischen Wahllokale gab es lange Warteschlangen. In Turin z. B. standen die Wahlberechtigten in den frühen Morgenstunden in einer Länge von zwei Kilometern an. Es wurden Vorwürfe geäußert, dass auf diese Weise die rumänische Diaspora, die überwiegend gegenüber Ponta kritisch eingestellt war, an der Stimmabgabe gehindert werden sollte.

## Ergebnisse

### Erster Wahlgang

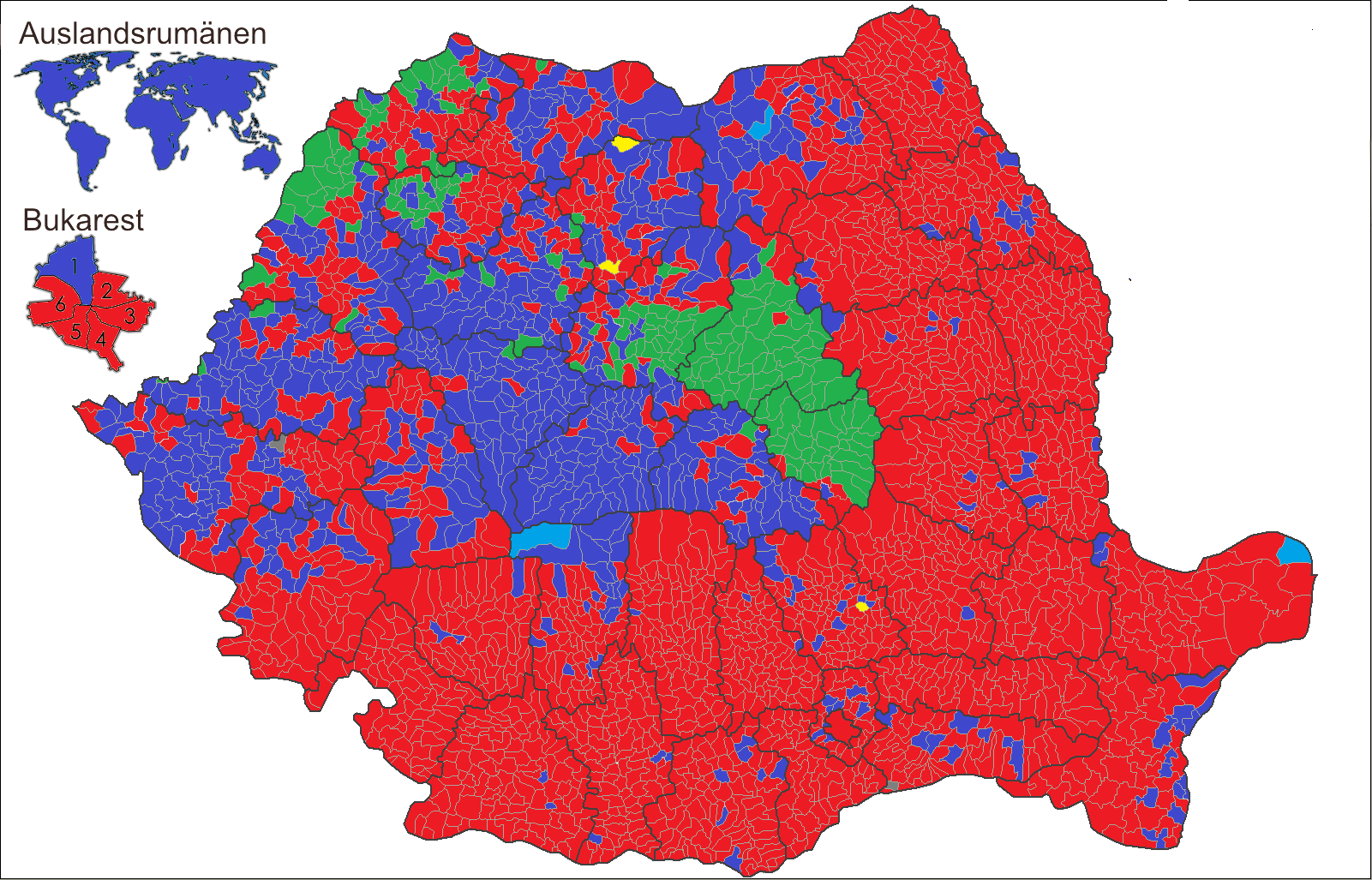
Ergebnisse des ersten Wahlgangs

Im ersten Wahlgang erreichte kein Kandidat die absolute Mehrheit. Deswegen kam es am 16. November zwischen den beiden bestplatzierten Kandidaten Victor Ponta und Klaus Johannis zur Stichwahl. Im ersten Wahlgang zeigte sich eine bemerkenswerte Verteilung der relativen Mehrheiten. Ponta war in den altrumänischen Gebieten Walachei und Moldau sowie der Dobrudscha erfolgreich, während Johannis die Mehrheit in Siebenbürgen (mit Ausnahme des Szeklerlandes, wo der ungarische Kandidat Hunor Kelemen dominierte) erzielte. Das Banat war hinsichtlich der Mehrheiten geteilt. Die Auslandsrumänen wählten in allen Ländern der Welt überwiegend Klaus Johannis.

### Zweiter Wahlgang

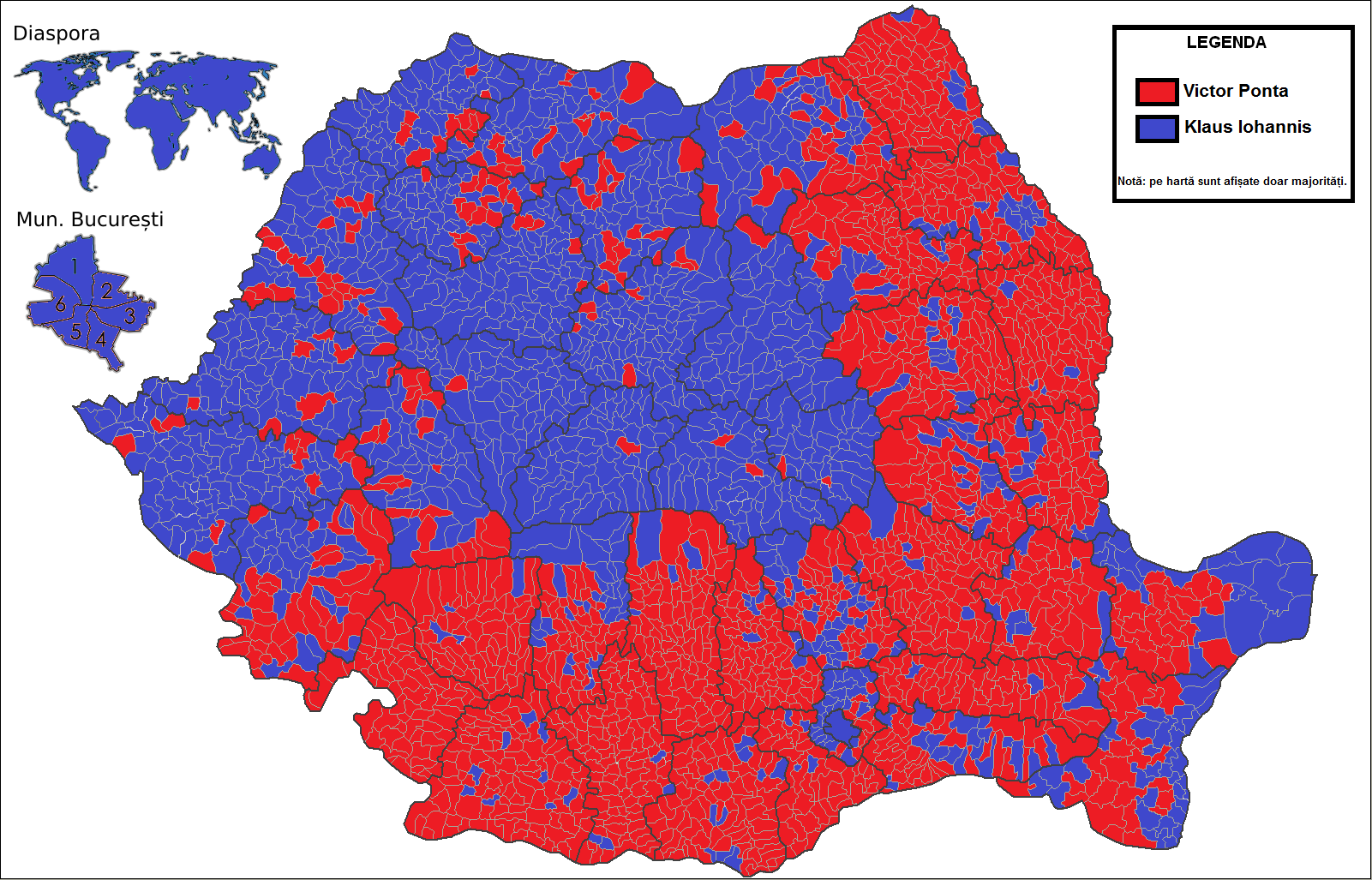
Endergebnis nach dem zweiten Wahlgang

Die Wahlbeteiligung im zweiten Wahlgang (64,1 %) lag deutlich über der des ersten Wahlgangs (53,16 %) deutlich über der Wahlbeteiligung bei den Präsidentschaftswahlen zuvor. Johannis erhielt 24 Prozentpunkte mehr Stimmen als im ersten Wahlgang und Ponta 5,2 Prozentpunkte mehr. Johannis erhielt rund eine Million Stimmen mehr als Ponta. Johannis erhielt in einigen Gebieten, in denen Ponta im ersten Wahlgang in Führung gelegen hatte, eine Mehrheit, insbesondere in der Hauptstadt Bukarest mit Umland, in der Dobrudscha sowie in Teilen der nördlichen Moldau und des südlichen Banat. Die ungarische Minderheit stimmte nahezu geschlossen für Johannis, obwohl dieser nicht nur Positionen vertreten hatte, die mit den Forderungen der Ungarn konform waren. Besonders deutlich war der Vorsprung von Johannis bei den Auslandsrumänen. Insgesamt stimmten 377.651 Rumänen im Ausland ab (3,3 % der Gesamtstimmen), von denen knapp 90 % für Johannis wählten. 
Von den 17.506 in Deutschland abgegebenen gültigen rumänischen Stimmen erhielt Johannis 16.816 (96 %) und Ponta 690. 
In Österreich entfielen von den 9.533 gültigen Stimmen 8.973 (94 %) auf Johannis und 560 auf Ponta, 
in der Schweiz waren es von 3.758 gültigen Stimmen 3.504 (93 %) für Johannis und 254 für Ponta und in Luxemburg entfielen von 2.419 gültigen Stimmen 2.201 (91 %) auf Johannis und 218 auf Ponta.

## Ergebnis
| Kandidaten                                | Parteien                                     | 1. Wahlgang | 1. Wahlgang | 2. Wahlgang | 2. Wahlgang |
| Kandidaten                                | Parteien                                     | Stimmen     | %           | Stimmen     | %           |
| ----------------------------------------- | -------------------------------------------- | ----------- | ----------- | ----------- | ----------- |
| Klaus Johannis                            | Alianța Creștin Liberală (PNL – PD-L – DFDR) | 2.881.406   | 30,4        | 6.288.769   | 54,4        |
| Victor Ponta                              | Uniunea Social Democrată (PSD – UNPR – PC)   | 3.836.093   | 40,4        | 5.264.383   | 45,6        |
| Călin Popescu-Tăriceanu                   | Parteilos (PLR)                              | 508.572     | 5,4         |             |             |
| Elena Udrea                               | Alianța PMP + PNȚ-CD                         | 493.376     | 5,2         |             |             |
| Monica Macovei                            | Parteilos                                    | 421.648     | 4,4         |             |             |
| Dan Diaconescu                            | Partidul Poporului – Dan Diaconescu          | 382.526     | 4,0         |             |             |
| Corneliu Vadim Tudor                      | Partidul România Mare                        | 349.416     | 3,7         |             |             |
| Hunor Kelemen                             | Demokratische Union der Ungarn in Rumänien   | 329.727     | 3,5         |             |             |
| Teodor Meleșcanu                          | Parteilos                                    | 104.131     | 1,1         |             |             |
| Zsolt Szilágyi                            | Partidul Popular Maghiar din Transilvania    | 53.146      | 0,6         |             |             |
| Gheorghe Funar                            | Parteilos                                    | 45.405      | 0,5         |             |             |
| William Brînză                            | Partidul Ecologist Român                     | 43.194      | 0,5         |             |             |
| Constantin Rotaru                         | Partidul Alianța Socialistă                  | 28.805      | 0,3         |             |             |
| Mirel Mircea Amariței                     | Prodemo                                      | 7.895       | 0,1         |             |             |
| Gesamt                                    | Gesamt                                       | 9.485.340   | 100         | 11.553.152  | 100         |
|                                           |                                              |             |             |             |             |
| Ungültige Stimmen                         | Ungültige Stimmen                            | 237.892     | 2,4         | 166.192     | 1,4         |
| Wähler                                    | Wähler                                       | 9.723.232   | 53,2        | 11.719.344  | 64,1        |
| Wahlberechtigte                           | Wahlberechtigte                              | 18.284.066  |             | 18.280.994  |             |
|                                           |                                              |             |             |             |             |
| Quelle: Autoritatea Electorală Permanentă |                                              |             |             |             |             |

## Ergebnis nach Kreise
| Kreise              | Ponta (PSD) | Johannis (ACL) |
| ------------------- | ----------- | -------------- |
| Alba                | 30,4 %      | 69,59 %        |
| Arad                | 34,12 %     | 65,88 %        |
| Argeș               | 59,27 %     | 40,73 %        |
| Bacău               | 53,55 %     | 46,45 %        |
| Bihor               | 36,51 %     | 63,48 %        |
| Bistrița-Năsăud     | 37,73 %     | 62,26 %        |
| Botoșani            | 62,72 %     | 37,27 %        |
| Brașov              | 36,9 %      | 63,09 %        |
| Brăila              | 57,94 %     | 42,05 %        |
| Bukarest            | 45 %        | 55 %           |
| Buzău               | 60,9 %      | 39,1 %         |
| Caraș-Severin       | 48,06 %     | 51,93 %        |
| Călărași            | 55,18 %     | 44,81 %        |
| Cluj                | 26,18 %     | 73,82 %        |
| Constanța           | 42,93 %     | 57,07 %        |
| Covasna             | 22,05 %     | 77,95 %        |
| Dâmbovița           | 58,08 %     | 41,92 %        |
| Dolj                | 60,6 %      | 39,39 %        |
| Galați              | 54,02 %     | 45,98 %        |
| Giurgiu             | 68,38 %     | 31,62 %        |
| Gorj                | 58,29 %     | 41,7 %         |
| Harghita            | 20,22 %     | 79,78 %        |
| Hunedoara           | 50,37 %     | 49,63 %        |
| Ialomița            | 61,4 %      | 38,6 %         |
| Iași                | 49,33 %     | 50,66 %        |
| Ilfov               | 48,18 %     | 51,82 %        |
| Maramureș           | 39,72 %     | 60,27 %        |
| Mehedinți           | 63,26 %     | 36,73 %        |
| Mureș               | 31,36 %     | 68,63 %        |
| Neamț               | 54,95 %     | 45,05 %        |
| Olt                 | 64,77 %     | 35,22 %        |
| Prahova             | 47,53 %     | 52,46 %        |
| Satu Mare           | 34,79 %     | 65,2 %         |
| Sălaj               | 37,06 %     | 62,93 %        |
| Sibiu               | 20,51 %     | 79,48 %        |
| Suceava             | 48,49 %     | 51,5 %         |
| Teleorman           | 63,42 %     | 36,57 %        |
| Timiș               | 33,26 %     | 66,73 %        |
| Tulcea              | 47,36 %     | 52,63 %        |
| Vaslui              | 59,7 %      | 40,03 %        |
| Vâlcea              | 50,66 %     | 49,34 %        |
| Vrancea             | 53,77 %     | 46,22 %        |
| Rumänische Diaspora | 10,32 %     | 89,68 %        |

- Quelle: HotNews.ro

## Sonstiges
Sigmar Gabriel (SPD), Elio Di Rupo (belgische Parti Socialiste), Gianni Pittella (Italien), Martin Schulz  und einige andere westliche Politiker machten Wahlwerbung für Victor Ponta; ebenso Robert Fico (amtierender Ministerpräsident der Slowakei), Bohuslav Sobotka (Ministerpräsident Tschechiens), Aleksandar Vučić (Ministerpräsident Serbiens), Iurie Leancă (Regierungschef Moldawiens) und Edi Rama (Ministerpräsident Albaniens).
Bundeskanzlerin Angela Merkel erklärte dagegen ihre Unterstützung des Kandidaten Johannis.

## Nach der Wahl
Nachdem Johannis’ Wahlsieg feststand, kam es zu Massendemonstrationen in mehreren rumänischen Städten, bei denen Ponta zum Rücktritt von seinem Amt des Ministerpräsidenten aufgefordert wurde; dies lehnte Ponta jedoch entschieden ab. Nur kurz nachdem die Wahl entschieden war, lehnte das Parlament am 18. November 2014 einen von der Regierung des sozialistischen Ministerpräsidenten Ponta vor knapp einem Jahr eingebrachten Gesetzesentwurf ab, der eine Amnestie für verurteilte korrupte Politiker vorsah. Ponta, ehemaliger Staatsanwalt für Korruptionsfälle, dessen politischer Mentor, Ex-Ministerpräsident Adrian Năstase wegen Korruption verurteilt wurde, rief seine Partei nun dazu auf, den eigenen Gesetzesentwurf abzulehnen. Er erfüllte damit eine Forderung von Johannis. Ponta fürchtete Politikwissenschaftlern zufolge, dass sich durch Parteiübertritte die Mehrheitsverhältnisse im Parlament zu seinen Ungunsten ändern oder dass Pontas Partei ihre Bündnispartner verlieren könnte.